# Lea Nikel
Lea Nikel (en hébreu : לאה ניקל), née en 1918 à Jytomyr et morte le 10 septembre 2005, est une artiste abstraite israélienne d’origine ukrainienne.

## Biographie
Lea Nikel , Lea Nikelsberg  de son vrai nom, est née à Zhitomir, en Ukraine, en 1918, dans une famille religieuse. En 1920, sa famille émigre en  Palestine, alors sous mandat britannique, suite la succession  de pogroms antisémites en Ukraine. Elle a une sœur, Sara (Bock), qui naît en 1926. Elle commence à étudier la peinture avec  Chaim Gliksberg, à Tel Aviv en 1935. 
Elle se marie et a une fille. En 1946, séparée de son mari, elle prolonge son apprentissage de la peinture avec Yechezkel Streichman et Avigdor Stematsky, fondateurs avec Yosef Zaritsky d’un groupe d’abstraction, Nouveaux Horizons, qui  veut libérer la peinture israélienne de son caractère régional, de son provincialisme, et l'introduire dans le cercle de l'art contemporain occidental.  Elle séjourne en France dans les années 1950 et au début des années 1960. Elle y travaille avec des peintres de l’École de Paris, dont Pinchus Kremegne, et est installée quelque temps à la cité d’artistes  La Ruche, dans le 15e arrondissement. De 1961 à 1977, elle s’installe successivement au Greenwich Village à Rome  à New York, et au Japon, avant de revenir en Israël. Elle se marie avec Sam Leiman et a une deuxième  fille. Elle s'installe au sein d'un moshav, à Kidron dans la Shéphélah.
Sa première exposition personnelle est à la galerie Chemerinsky à Tel Aviv en 1954, puis à la galerie Colette Allendy à Paris en 1957. Elle participe à de nombreuses expositions personnelles ou collectives, dont la Biennale de Venise en 1964. Le musée d'art de Tel Aviv lui consacre une rétrospective en 1995 et 2005,.

## Style
Son style est une forme d'abstraction expressionniste parfois appelée l'abstraction lyrique. Elle peint avec une touche généreuse, brusque et haute en couleur. Elle est connue pour des compositions constituées de blocs bruts de couleur et de lignes, entre calligraphie et griffonnage, qui, ensemble, transmettent un sentiment d'excitation imaginative et de sensualité.

## Principales récompenses
- En 1972, elle reçoit le prix Sandberg.
- En 1982, elle reçoit le prix Dizengoff en Peinture
- En 1995, elle reçoit le prix Israel, en peinture
- En 1997, elle est faite Chevalier des Arts et des Lettres par le ministre français de la Culture